# یواس‌اس مگیسترات (اس‌پی-۱۴۳)
یواس‌اس مگیسترات (اس‌پی-۱۴۳) (به انگلیسی: USS Magistrate (SP-143)) یک کشتی بود که طول آن ۶۳ فوت (۱۹ متر) بود. این کشتی در سال ۱۹۱۶ ساخته شد.